# Jevgenyij Vasziljevics Zolotov
Jevgenyij Vasziljevics Zolotov (oroszul: Золотов, Евгений Васильевич; Tula, 1922. május 30. – Moszkva, 1990. július 26.) orosz nemzetiségű szovjet matematikus, a Szovjet Tudományos Akadémia tagja. A  -Leader-Follow Model - a fejlődési/tanítási folyamatok univerzális elmélete alkotója.

## Életrajz
1939-ben vették fel a Moszkvai Állami Egyetem Mechanika-Matematika Karára, de a háború megszakította tanulmányait. 
1941 júniusában részt vett a Jelnyja és Moszkva környéki harcokban egy – a Moszkvai Állami Egyetem diákjaiból alakított – tüzér zászlóalj katonájaként.
Később felvették az F. E. Dzerzsinszkij Tüzér Akadémiára. Az akadémia elvégzése után a Légvédelmi Tüzérségi Erők Akadémiája Kutatóintézetben szolgált, amelyet Moszkvából Jevpatorijába telepítettek át.
1962-ben az intézetben elsőként védte meg a doktori disszertációját.
Munkásságával jelentősen hozzájárult az ország rakétaelhárító légvédelmi erejének létrehozásához és fejlesztéséhez. 1968-ban mérnök ezredesként szerelt le, a tudományos tevékenységét a Kalinyini Műszaki Főiskolán folytatta.
A Szovjet Légvédelmi Erők 2. sz. Kutatóintézetét vezette, ahol a tervezőiroda működött. Zolotov, A. SZ. Popovics első osztályú hajóskapitánnyal és egy lelkes csoporttal együtt saját kezűleg épített egy különleges hajót, amely a Haditengerészet napján a Volga folyón egy expresszvonat sebességével száguldott.
1970-ben meghívták a Szovjet Tudományos Akadémia Távol-keleti Tudományos Központjába, hogy megalapítsa és továbbfejlessze a régió tudományos kutatóintézeteinek fizikai, matematikai és technikai profilját. Még ebben az évben megválasztották a Szovjet Tudományos Akadémia levelező tagjává. 1970 és 1972 között a Szovjet Tudományos Akadémia Távol-keleti Tudományos Központ Habarovszki Kutatóintézet alkalmazott matematikai részlegét irányította. 1972-től 1980-ig J. V. Zolotov a Szovjet Tudományos Akadémia Távol-keleti Tudományos Központ Elnökségének az elnökhelyettese.
1981-ben J. V. Zolotov az általa alapított Szovjet Tudományos Akadémia Távol-keleti Tudományos Központ Habarovszki Számítástechnikai Központ igazgatója lesz, valamint az elnökségi tagjává válik a Szovjet Tudományos Akadémia Távol-keleti Tudományos Központ elnökségének és elnöke lesz a Szovjet Tudományos Akadémia Távol-keleti Tudományos Központ fizika-matematikai és technikai tanácsának is.
J. V. Zolotov Habarovszkban a keleti medicinák kutatóiból – orvosokból, biofizikusokból, rendszerelemzőkből, programozókból — különleges kollektívát gyűjtött maga köré. 1986-tól, miután megszervezett egy egészségügyi labort (melyet V. A. Ionyicsevszkij – a tradicionális kínai orvoslás professzora, az orvostudományok kandidátusa irányított), a Számítástechnikai Központ tudósai szociokulturális, egészségügyi-ökológiai és történelmi-geográfiai folyamatok kutatásaiba fogtak a Távol-Keleten.
1987-ben J. V. Zolotovot a Szovjet Tudományos Akadémia rendes tagjává választották.[1] Kitüntették a Népek Barátsága Renddel és sok más kitüntetéssel is.

### Család
- Felesége Gogol Varvara Dmitrijevna
- Lánya Olga Jevgenyjevna Zolotova
- Fia Borisz Jevgenyjevics Zolotov